# B. Satyanarayan Reddy
B. Satyanarayan Reddy (ur. 21 sierpnia 1927 w Annaram, zm. 6 października 2012 w Hajdarabadzie) – indyjski polityk, parlamentarzysta, gubernator kilku stanów.

## Życiorys
Pochodził z rodziny chłopskiej. Od młodego wieku włączył się w ruch niepodległościowy, po raz pierwszy został zatrzymany w wieku 14 lat za udział w demonstracji przeciwko uwięzieniu Mahatmy Gandhiego. Ukończył studia prawnicze na uniwersytecie Osmania w Hajdarabadzie. Za działalność polityczną – był związany z ruchami lewicowymi – był kilkakrotnie aresztowany zarówno przed uzyskaniem przez Indie niepodległości, jak i w okresie rządów Indyjskiego Kongresu Narodowego. Był członkiem Partii Socjalistycznej (i przez pewien czas jej sekretarzem generalnym), partii Lok Dal, Janata Party, wreszcie od 1983 Telugu Desam Party. W 1978 z ramienia Janata i w 1984 z ramienia Telugu Desam był wybierany do izby wyższej parlamentu Indii – Rajya Sabha.
W latach 1990–1993 był gubernatorem stanu Uttar Pradesh; na czas jego kadencji przypadły wydarzenia związane ze zniszczeniem meczetu Babri w Ajodhji w 1992. Od lutego do marca 1991 pełnił jednocześnie obowiązki gubernatora stanu Bihar. W 1993 przeszedł na stanowisko gubernatora Orisy (do 1995), które latem 1993 łączył czasowo z obowiązkami gubernatora Bengalu Zachodniego.   